# Sielawa europejska
Sielawa europejska, sielawa bałtycka, sielawa (Coregonus albula) – gatunek ryby łososiokształtnej z rodziny łososiowatych (Salmonidae).

## Występowanie
Zamieszkuje głównie jeziora w zlewisku Morza Bałtyckiego oraz w dorzeczu górnej Wołgi, w Anglii, Szkocji i jeziorze Waginger w Bawarii. W Polsce częsta w czystych i chłodnych jeziorach. W Zatoce Fińskiej tworzy formę półwędrowną. Lubi głębokie i czyste jeziora o twardym dnie. Jest bardzo wrażliwa na zawartość tlenu w wodzie i przemieszcza się w zależności od stopnia jej natlenienia.

## Opis
Ciało bocznie spłaszczone, oczy duże, otwór gębowy stosunkowo mały. Na pierwszym łuku skrzelowym od 36 do 52 wyrostków filtracyjnych. Grzbiet od brązowego przez ciemnoszary do niebieskawego, boki srebrzyste. Osiąga długość przeciętnie około 30 cm, maksymalnie 45 cm. Masa ciała maksymalnie ok. 1 kg. Prowadzi ławicowy tryb życia. Ciało sielaw żyjących w jeziorach ubogich w pokarm jest smuklejsze w porównaniu z osobnikami żyjącymi w wodach obfitujących w pokarm.

## Odżywianie

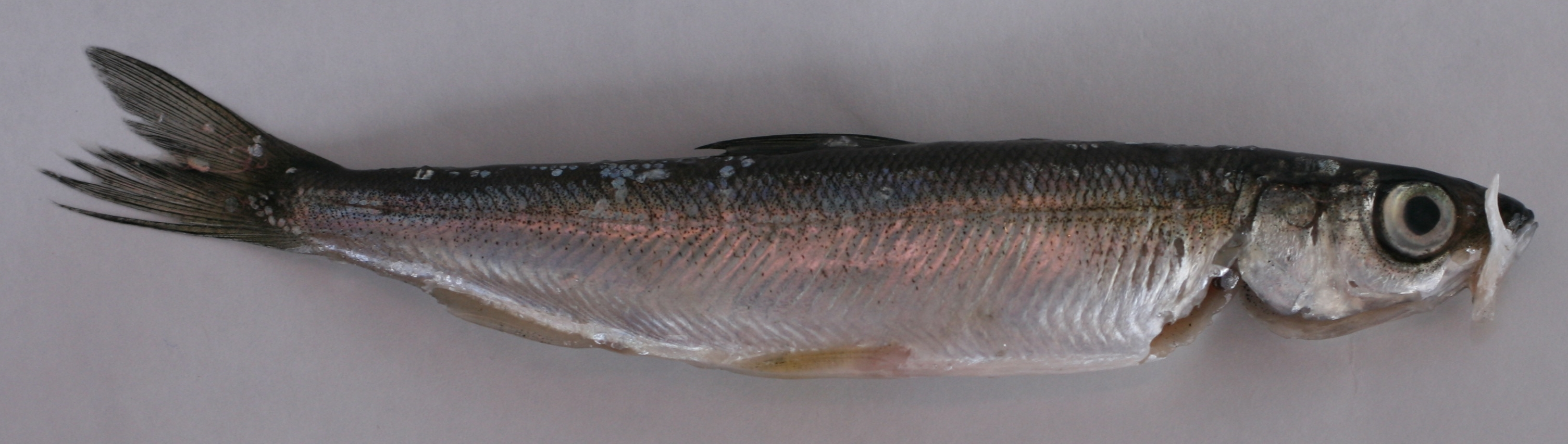
Sielawa

W ciągu dnia przebywa w ławicach w wodach pelagialnych, na głębokości 20–30 m, a o zmierzchu żeruje bliżej powierzchni. Żywi się planktonem. Sielawa żeruje przez cały rok wyszukując chmary planktonu skorupiakowego.

## Rozród
Dojrzałość płciową osiąga w 2–3 roku życia. Tarło odbywa od listopada do grudnia. Samica składa od 2–20 tys. jajeczek. Narybek przebywa w powierzchniowych warstwach wody. Samica przystępuje do tarła począwszy od trzeciego roku życia.

## Znaczenie gospodarcze
Białe mięso sielawy jest smaczne i wysoko cenione. Poławiana gospodarczo, może być przetwarzana świeża, wędzona i konserwowana. W Szwecji kawior sielawy, „Kalix Löjrom”, jest produktem bardzo ekskluzywnym.
| Wymiar ochronny | 18 cm         |
| Okres ochronny  | 15 X – 31 XII |